# Paul Kochanski

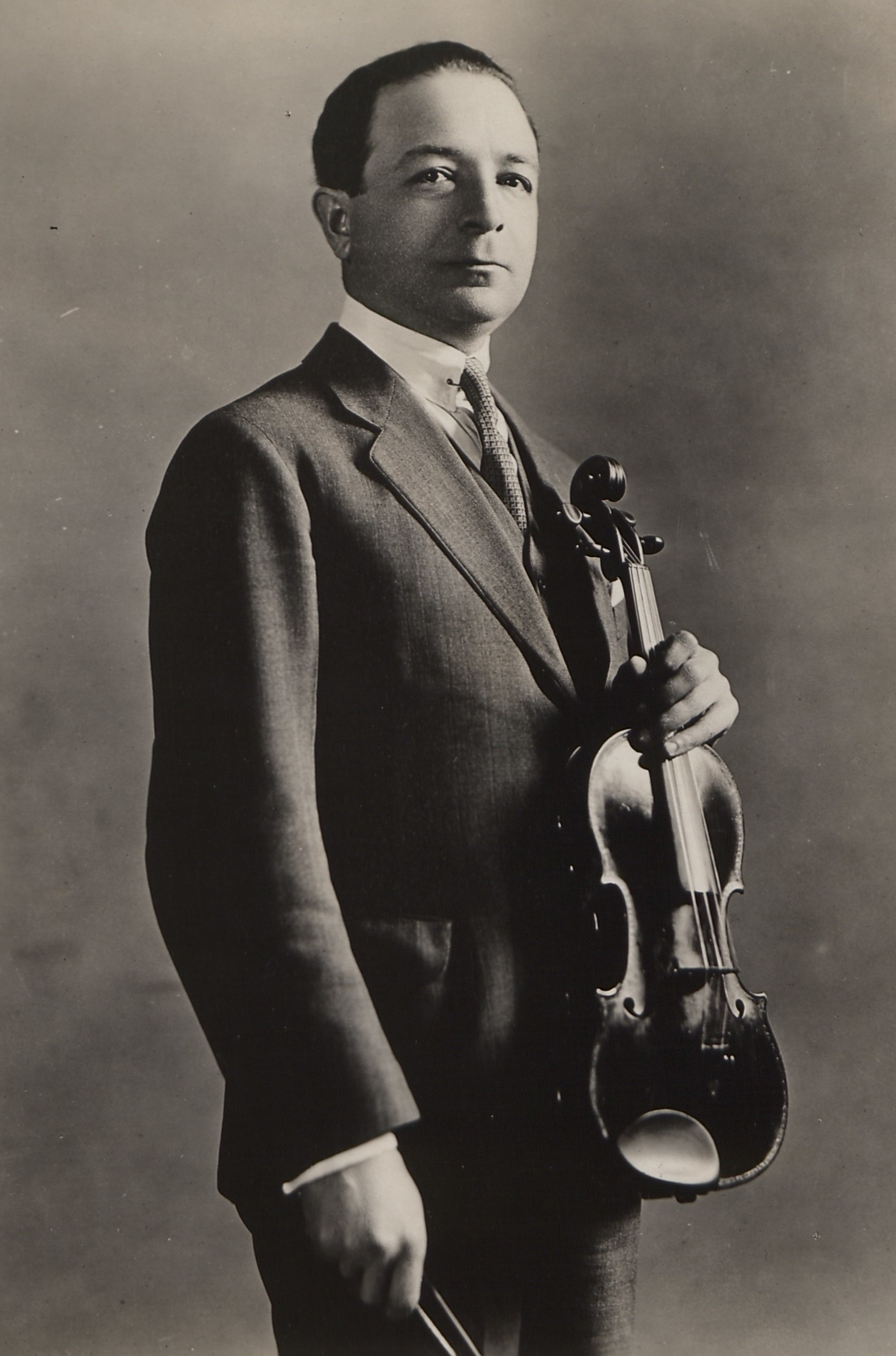
Paul Kochanski, 1921

Paul Kochanski (geboren als Paweł Kochański) (* 14. September 1887 in Odessa; † 12. Januar 1934 in New York City) war ein polnischer Geiger, Komponist und Arrangeur.

## Ausbildung und frühe Karriere
Er wurde als Paweł Kochański in Odessa, Russisches Kaiserreich (heute Ukraine) geboren. Das erste Mal übte er Geige zusammen mit seinem Vater, und dann später im Alter von sieben Jahren mit Emil Młynarski, dessen Lehrer Leopold Auer gewesen war. 1898 ging Młynarski nach Warschau und als er drei Jahre später dort die Warschauer Philharmonie gründete, rief er Kochanski, der zu diesem Zeitpunkt vierzehn Jahre alt war, zu sich, um diesen als Konzertmeister zu engagieren. Er kümmerte sich auch um seine Erziehung und Ausbildung, behandelte ihn wie seinen eigenen Sohn und sagte, dass er glaube, dass aus Kochanski ein Geiger von Weltklasse werde. 1903 ging Kochanski, wobei er finanzielle Hilfe von den wichtigsten Warschauer Familien erhielt, was vor allem Młynarski ermöglichte, nach Brüssel, um dort sein Studium unter César Thomson am Konservatorium in Brüssel fortzusetzen. Dort erhielt er nach fünf Monaten den Premier prix avec la plus grande distinction (Erster Preis, mit größter Auszeichnung).
Es war zu diesem Zeitpunkt, als er seine Karriere als herumziehender Virtuose begann, da er nach einer Einladung durch Juliusz Wertheim den Pianisten Artur Rubinstein kennenlernte. Sofort begriffen sie, dass sie musikalische Vorlieben teilten, aber ihre Freundschaft intensivierte sich erst richtig 1907 durch ihre Konzerte für die Warschauer Philharmonie, während derer sie unter anderem die Violinsonate Nr. 9 (Beethoven) und zusammen mit dem Cellisten J. Sabelik Pjotr Iljitsch Tschaikowskis Klaviertrio aufführten. 1908 machten sie zusammen mit Jozef Jaroszyński (ein Förderer Kochanskis) eine gefeierte Tour durch europäische Großstädte, wie Berlin, Paris und London. 1908-9 führten Kochanski und Rubinstein gemeinsam César Francks Violinsonate, erneut Beethovens Violinsonate Nr. 9 und ein Klaviertrio von Johannes Brahms (zusammen mit Eli Kochański, Cellist, Paul Kochańskis Bruder) für die Warschauer Philharmonie auf.

## Karriere vor dem Krieg
Von 1909 bis 1911 lehrte Kochanski am Warschauer Konservatorium als Professor im Fach Violine. Karol Szymanowskis Violinsonate in d-Moll wurde 1909 von ihm und Rubinstein uraufgeführt. Ihre Beteiligung, zusammen mit ihrem Freund Szymanowski, der der Strömung Junges Polen angehörte, trug zur Förderung progressiver Strömungen in der Musikszene Warschaus bei. 1911 heiratete Kochanski Zosia Krohn (die kurz zuvor noch hoffnungslos in Juliusz Wertheim verliebt gewesen war). Sein Schwiegervater, ein Anwalt, kaufte ihm eine Stradivari als Hochzeitsgeschenk. 1916 widmete Szymanowski sein Violinkonzert Nr. 1 Kochanski, der die Kadenz dazu verfasste.
1913–14 in London führte Rubinstein Kochanski in die Musikveranstaltungen Paul und Muriel Drapers ein, zu denen sie dann auch Szymanowski brachten, und wo Paul Igor Strawinsky traf. In dieser Gesellschaft waren sie auch oft mit Pablo Casals, Jacques Thibaud, Lionel Tertis, Pierre Monteux und vielen weiteren zusammen. Strawinsky widmete eine Transkription für Violine und Klavier von drei Stücken aus dem Feuervogel Kochanski, der in zwei von Rubinsteins Aufführungen in der Bechstein Hall im Jahr 1914 mitgespielt hatte, wobei eine der beiden komplett dem Vortrag zeitgenössischer Musik gewidmet war.
1916 wurde er der Nachfolger Leopold Auers als Lehrer am Sankt Petersburger Konservatorium und lehrte dort bis zum Jahr 1918. In diesem Zeitraum befreundete er sich mit Sergei Prokofjew und assistierte dem Komponisten bei Technikfragen zum Solo Teil seines Violinkonzerts Nr. 1 in D-Dur. Er zog um, um von 1919 bis 1920 am Konservatorium in Kiew zu unterrichten. Im Januar 1920 wurden Szymanowskis Nocturne und Tarantella in Warschau von ihm uraufgeführt.

## London und New York, 1920–1934
1920 lebte er kurz in London, wo er zusammen mit Rubinstein in der Wigmore Hall auftrat. Dort trafen sie auch wieder auf Szymanowski mit dem Paul und Zosia auch in Brighton einige Zeit verbracht hatten. Im Januar 1921 gaben Kochanski und Szymanowski gemeinsam eine Aufführung in der Wigmore Hall und wenige Wochen später gingen die vier nach New York City wo Paul Draper und George Engels (Paul Kochanskis amerikanischer Manager) sie bereits erwarteten. Sie wurden schnell in die dortigen Musikerkreise eingeführt, sodass Kochanski und Rubinstein kurze Zeit später Ernest Blochs Violinsonate Nr. 1 uraufführten. Kochanski gelang ein sensationelles Debüt mit Johannes Brahms Violinkonzert in der Carnegie Hall, was ihn sofort zu einem gefragten Musiker machte. Die vier kehrten nach England zurück, gingen aber im Herbst 1921 wieder nach New York. Im April 1922 spielte Kochanski in Buenos Aires.
Von diesem Zeitpunkt an spielte sich Kochanskis Karriere in New York ab. Von 1924 an lehrte er an der Juilliard School, wo er dem Fachbereich Violine bis zu seinem Tod durch Krebs im Alter von 46 Jahren vorstand.1933, als es um seine Gesundheit bereits sehr schlecht stand, half er Szymanowski bei der Fertigstellung seines zweiten Violinkonzerts und premierte dieses auch; als es veröffentlicht wurde (nach Kochanskis Tod) trug die Partitur eine rührende Widmung an ihn. Eine nichtreligiöse Beerdigung wurde an der Juilliard School abgehalten. 1500 Menschen nahmen teil. Unter den Sargträgern waren Arturo Toscanini, Frank Damrosch, Walter Damrosch, Jascha Heifetz, Vladimir Horowitz, Fritz Kreisler, Sergej Koussevitzky, Leopold Stokowski und Efrem Zimbalist.
Rubinstein zufolge, der in Kochanski seinen besten Freund sah, mochte Kochanski aufrichtige Menschen, spielte selbst gerne Karten und drückte sich auch manchmal grob aus. Er konnte abrupt, ungeduldig oder unhöflich sein und konnte auch wütend werden und daraufhin hinausgehen, wobei er die Türen hinter sich zuschlug.

## Anerkennung
Dr. John Erskin, der Vorstand der Juilliard School, sagte über ihn:

“Magnificent as his [Kochanski's] playing and teaching were, I think he was a bigger man than we had yet realized. His influence and his fame were only beginning. Had he lived, I believe he would have distinguished himself in composition, to which his attention was turning.”

„So großartig wie Kochanskis Spiel und seine Fähigkeiten als Lehrer waren, denke ich doch, dass er noch ein größerer Mensch war, als wir es zu diesem Zeitpunkt begriffen hatten. Sein Einfluss und sein Ruhm waren erst am Anfang. Ich denke, falls er noch länger gelebt hätte, hätte er sich durch seine Kompositionen ausgezeichnet, denen er immer mehr Aufmerksamkeit entgegenbrachte.“

## Manuskript-Sammlung
Die Musikabteilung der polnischen Nationalbibliothek in Warschau ist im Besitz der Paweł Kochański Manuskript-Sammlung. Das polnische Ministerium für Kultur und Nationalerbe finanzierte den Kauf seiner verfassten Werke von Sotheby’s, New York, im Dezember 1988 für die Bibliothek.